# Castel Bay
Castel Bay är en vik i Kanada.   Den ligger i territoriet Northwest Territories, i den norra delen av landet, 3 800 km nordväst om huvudstaden Ottawa.
Trakten runt Castel Bay är nära nog obefolkad, med mindre än två invånare per kvadratkilometer.